# 포르타토

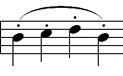
스타카토와 비행 스피카토에 사용되는 포르타토 표기법의 한 유형.

포르타토(Portato)는 스타카토와 레가토의 중간 주법이다. 각 음을 부드럽게 끊는다. 가끔 포르타멘토와 혼동되지만 다른 주법이다.

## 같이 보기
- 레가토